# Mixacarus zhuzhikovi
Mixacarus zhuzhikovi är en kvalsterart som beskrevs av Bulanova-Zachvatkina 1979. Mixacarus zhuzhikovi ingår i släktet Mixacarus och familjen Lohmanniidae. Inga underarter finns listade i Catalogue of Life.